# Casa dos Estudantes do Império
A Casa dos Estudantes do Império (CEI) foi uma instituição estatal que funcionava de maneira semelhante a uma república estudantil, mantida para albergar os vários estudantes das colónias portuguesas que vinham estudar na metrópole. 
Mantinha uma sede em Lisboa, com delegações autónomas em Coimbra e no Porto.
Estabelecida em 1943, foi oficializada em 1944 pelo regime salazarista, no intuito de fortalecer a "mentalidade imperial e do sentimento da portugalidade entre os estudantes das colónias", respondendo igualmente a uma necessidade de congregar num único espaço de convivência os estudantes das até então colónias portuguesas, que não possuíam instituições de ensino superior ou para auxiliar àqueles que necessitavam complementar os créditos académicos em Portugal. Foi fechada pela Polícia Internacional e de Defesa do Estado (PIDE) a 6 de setembro de 1965.

## Histórico
A Casa dos Estudantes do Império foi o resultado da fusão de várias associações estudantis denominadas "Casa dos Estudantes" surgidas em Portugal, em pleno fervor da Segunda Guerra Mundial.
A primeira a ser fundada foi a Casa dos Estudantes de Angola (CEA), a 1 de dezembro de 1943, em Lisboa, por alguns estudantes dos liceus e das Universidades de Lisboa, de Coimbra e do Porto. Entre os seus fundadores estiveram alguns indivíduos que anteriormente tinham pertencido a Organização Socialista de Angola. Em 1944 surgiram a Casa dos Estudantes da Índia, a Casa dos Estudantes de Macau e a Casa dos Estudantes de Cabo Verde, que funcionavam nas dependências da CEA; no mesmo ano surge a Casa dos Estudantes de Moçambique, que tinha um funcionamento independente, em torno do núcleo dos estudantes de Lourenço Marques (atual Maputo) em Coimbra.
Interessado em controlar o movimento associativo dos estudantes coloniais, o Estado Novo promoveu então a unificação das varias instituições de apoio aos jovens coloniais numa única instituição, a Casa dos Estudantes do Império. A oficialização da Casa dos Estudantes do Império ocorreu durante uma visita à CEA, a 3 de julho de 1944, do ministro das Colónias, Francisco José Vieira Machado, acompanhado do representante da Mocidade Portuguesa e das outras associações de prenome "Casa dos Estudantes" (Aguinaldo Veiga, de Cabo Verde; Vasco Benedito Gomes, da Índia; Gonçalo de Sousa e Macedo Mesquitela, de Macau; e Francisco Maria Martins, de Moçambique). Na visita, o ministro formalizou a proposta da fusão de todas as casas numa instituição denominada "Casa dos Estudantes do Império", a ser mantida em conjunto por dotações da iniciativa privada e pelo Estado português.
A primeira direção, investida pelo Ministério das Colónias, tinha como presidente Alberto Marques Mano de Mesquita. Esta durou pouco, pois em 1945 a maioria dos estudantes, na assembleia geral no Liceu Camões, derrubou a diretoria por considerar ingerente a intervenção do Estado Novo sobre a CEI e igualmente descontentes com a má gestão orçamental. Considera-se que a partir daí, os órgãos da CEI passaram a respirar ares democráticos.
Desde a queda da gestão de Mano de Mesquita, o Estado Novo apercebeu-se da dificuldade de controlar a Casa dos Estudantes do Império; a CEI sempre recusou frontalmente a tutela política do regime salazarista. Dado isto, a CEI acabou por desempenhar um papel muito forte por um pensamento comum e uma consciencialização política das elites das colónias portuguesas. Isto foi possível graças à forte proximidade da CEI com o Partido Comunista Português (PCP) e com o Movimento de Unidade Democrática (MUD), que acabou por cooptar estes jovens da colónia e da própria metrópole para o campo da oposição política ao Estado Novo. Para além da ação política, o CEI foi um terreno muito fértil para a literatura das então colónias portuguesas, tendo abrigado a José Craveirinha, Sócrates Dáskalos, Antero de Abreu e Urbano Fresta, David e José Bernardino, Alexandre Dáskalos, Alda Lara, Carlos Ervedosa, Fernando Mourão, Fernando Costa Andrade, entre outros.

## Berço do Movimento Anticolonial
A CEI acabou por fomentar a ação política da parte dos estudantes negros e mestiços presentes na metrópole; tendo sentido a necessidade de criar uma instituição própria, à margem da CEI, deram origem ao Centro de Estudos Africanos, em Lisboa, em 1954.
Posteriormente, alguns desses jovens formaram o Movimento Anticolonial (MAC), que colocou-se num plano político de oposição frontal ao regime colonial português. Do MAC saíram alguns dos fundadores e dos dirigentes de certos movimentos nacionalistas das colónias portuguesas, entre eles:
- do Movimento Popular de Libertação de Angola (MPLA): Agostinho Neto, Mário Pinto de Andrade, Lúcio Lara, Gentil Viana;
- do Partido Africano para a Independência da Guiné e Cabo Verde (PAIGC): Amílcar Cabral, Vasco Cabral;
- do Partido Africano da Independência de Cabo Verde (PAICV): Pedro Pires;
- da Frente de Libertação de Moçambique (FRELIMO): Marcelino dos Santos, Hélder Martins, Sérgio Vieira, Joaquim Chissano;
- do Movimento de Libertação de São Tomé e Príncipe – Partido Social Democrata (MLSTP): Guadalupe de Ceita, Alda do Espírito Santo, Francisco José Tenreiro, Miguel Trovoada;
- do Partido Popular de Goa (PPG): Aquino de Bragança.[12]

## Membros por nacionalidade
Segundo a listagem do Arquivo Nacional da Torre do Tombo, a Casa dos Estudantes do Império teve os seguintes números de afiliados por nacionalidade:
- Portugal: 821 estudantes
- Sem nacionalidade declarada: 497 estudantes

colónias
- Angola: 953 estudantes
- Moçambique: 452 estudantes
- Cabo Verde: 285 estudantes
- Índia Portuguesa: 68 estudantes
- Guiné-Bissau: 66 estudantes
- São Tomé e Príncipe: 49 estudantes
- Macau: 44 estudantes
- Timor-Leste: 12 estudantes

ex-colónias
- Brasil: 7 estudantes
- Guiné Espanhola: 1 estudante

outros países, colónias e regiões
- China: 9 estudantes
- Congo: 5 estudantes
- Congo Belga: 5 estudantes
- Congo francês: 1 estudante
- Estados Unidos da América: 5 estudantes
- França: 5 estudantes
- Países Baixos: 1 estudante
- Índia: 5 estudantes
- Marrocos: 1 estudante
- Quénia: 1 estudante
- Congo Quinxassa: 1 estudante
- Tanzânia: 1 estudante
- Uganda: 1 estudante
- Zimbabué: 2 estudantes
- América do Norte: 1 estudante